# Gerberga van Saksen
Gerberga van Saksen (ca. 913 - Reims, 3 februari tussen 969/984) was achtereenvolgens hertogin van Lotharingen, koningin van West-Francië en regentes van West-Francië. Uit nagelaten geschriften van tijdgenoten komt ze naar voren als een goed opgeleide, intelligente en politiek handig manoeuvrerende vrouw die een stempel wist te zetten op het politieke spel waar zij door afkomst en huwelijken een belangrijke rol in speelde. Zij was een zuster van Bruno de Grote, aartsbisschop van Keulen.

## Hertogin
Gerberga was een dochter van Hendrik de Vogelaar, uit het Saksische Huis en koning van het Oost-Frankische Rijk, en Mathilde van Ringelheim. Zij huwde in 928 met de ongeveer dertig jaar oudere Giselbert II. Dit was een politiek huwelijk dat diende om Giselberts trouw aan Hendrik, die net Lotharingen had verworven, te verzekeren. In 939 nam Giselbert deel aan een opstand tegen Gerberga's broer Otto. Hij kwam in de slag bij Andernach om het leven. Na een huwelijk van tien jaar was Gerberga op haar vijfentwintigste weduwe.

## Koningin
De West-Frankische koning Lodewijk van Overzee was in 939 met een leger naar Lotharingen getrokken om de opstandelingen tegen zijn machtige buurman te steunen maar bij zijn aankomst waren de opstandelingen al verslagen. Lodewijk (921 - 954) trouwde met Gerberga (tegen de zin van Otto, die een andere huwelijkskandidaat op het oog had) en eiste Lotharingen op als deel van het West-Frankische rijk. Toen Otto in 940 zijn gezag in Duitsland weer had hersteld, kon Lodewijk Lotharingen niet behouden en trok hij zich met Gerberga terug naar West-Francië. Otto sloot een bondgenootschap met belangrijke West-Frankische edelen en begon een oorlog tegen Lodewijk. In 941 werd Gerberga ingesloten in de stad Laon, Lodewijk die haar probeerde te ontzetten werd verslagen en Gerberga beviel tijdens het beleg van haar zoon Lotharius. Het volgende jaar bemiddelde Gerberga een vrede tussen Lodewijk, Otto en Hugo de Grote. Toen Lodewijk in 945 door Normandische troepen gevangen werd genomen, zocht Gerberga steun bij Otto maar ook bij de paus en de koning van Engeland. In 946 werd Lodewijk onder grote diplomatieke druk vrij gelaten, waarbij hij wel een van zijn zoons als gijzelaar moest geven. Gerberga bevorderde daarna de samenwerking van Lodewijk en Otto, die leidde tot de herovering van Reims. Gerberga steunde Lodewijk actief in zijn bewind en vergezelde hem op tochten naar Bourgondië en Aquitanië. In 951 kreeg ze de abdij van Notre Dame van Laon, die Lodewijk zijn moeder had ontnomen na haar huwelijk met Herbert van Vermandois (zoon van Herbert II van Vermandois). Met steun van haar broer Bruno de Grote wist zij haar huwelijksgoederen uit haar eerste huwelijk (de dubbelabdij Stavelot-Malmedy en Sprimont) te behouden tegen de aanspraken van Giselberts broer Reinier II van Henegouwen.

## Regentes en abdis
Gerberga werd regentes voor haar zoon Lotharius na het overlijden van Lodewijk in 954. Ze verzekerde Lotharius' positie door een overeenkomst te sluiten met Hugo de Grote, die met haar zuster Hedwig was getrouwd. Toen Hugo ook overleed, in 956, werd Hedwig regentes voor haar zoons en bestuurden de zusters samen het West-Frankische rijk, geholpen door hun broer Bruno. Na de meerderjarigheid van Lotharius trad Gerberga in 959 in het klooster en werd abdis in Soissons. In die rol wist ze in 961 de benoeming van haar kandidaat als bisschop van Reims door te drukken. Ook gaf ze opdracht voor het schrijven van een werk met als titel "De ortu et tempore antichristi". De opdracht voor dit werk over de antichrist zal zeker zijn voortgekomen uit het toen wijdverbreide geloof dat het naderende jaar 1000 het einde der tijden markeerde en de Apocalyps dan zou plaatsvinden. In 965 was ze aanwezig bij de verloving van Lotharius, in Keulen, en in 969 stuurde zij stof met goudborduursel aan haar moeder. Die stof kwam echter na Mathildes overlijden aan en werd als lijkwade gebruikt. Hierna zijn er geen vermeldingen meer van Gerberga, ook niet van haar dood, het is alleen zeker dat ze in 984 al was overleden. De datum van haar overlijden is wel bekend: 3 februari.

## Nalatenschap
Tussen 928 en 939 had Gerberga de villa Echt (Ettha) en de kerk aldaar geschonken aan de Sint-Servaaskerk te Maastricht. Kort voor haar dood schonk Gerberga haar bezittingen in het vlak bij Maastricht gelegen Meerssen aan de abdij van Saint-Remi in Reims. Uit deze bezittingen ontstond later de proosdij van Meerssen. In haar nalatenschap is tevens sprake van enige wijngaarden in de buurt van Maastricht, de eerste schriftelijke melding van wijnbouw in Nederland. Koningin Gerberga speelde wellicht een rol in de verspreiding van de Sint-Servaascultus in Saksen, onder andere door het overbrengen van relikwieën naar Quedlinburg.
De 11e-eeuwse Franse monnik en hagiograaf van Sint-Servaas Jocundus schilderde een weinig positief beeld van Gerberga; zo zou zij een kostbare stof uit de kerkschat van de Sint-Servaaskerk genomen hebben, waaruit ze een kleed liet maken dat ze vervolgens op het feest van Sint-Servaas in de kerk droeg. Karel van Neder-Lotharingen, de jongste zoon van Gerberga, ligt in de crypte van de Sint-Servaaskerk begraven, vlak bij het graf van de heilige.

## Huwelijken en kinderen
Uit haar eerste huwelijk met Giselbert kreeg Gerberga de volgende kinderen:
- Alberada (929-967, gehuwd met Ragenold van Roucy, een Vikingleider die later graaf van Roucy werd.
- Hedwig (ca. 932- ), vermoedelijk moeder van een verder onbekende graaf Guy. De naam van haar man is ook onbekend.
- Hendrik (voor 934 - ca. 944), titulair hertog van Lotharingen,
- Gerberga, (ca. 935 - na 978), gehuwd met Albert I van Vermandois, de Vrome († 987).

Uit haar tweede huwelijk met Lodewijk kreeg Gerberga de volgende kinderen:
- Lotharius (941-986)
- Mathilde, (943-992), in 964 gehuwd met Koenraad van Bourgondië, bijg de Vredelievende
- Karel (945 - voor 953)
- een dochter
- Lodewijk (948-954)
- Karel van Neder-Lotharingen (953-991)
- Hendrik (953-953), tweeling met Karel, kort na de doop overleden.

## Voorouders
Gerberga’s vader was koning van Oost-Francië. Gerberga had via haar beide grootouders van vaderskant een bloedlijn (namen cursief) met de toen nog steeds belangrijkste vorst uit de Europese geschiedenis, Karel de Grote. De familie van haar moederkant waren van origine geen Franken, maar voorname Saksische (mogelijk Widukind) en Deens-Friese families, die zich nog lang hebben verzet tegen kerstening en overheersing door het Frankische Rijk.
| Oudouders       | ?                                                                            | ?                                                                            | ?                                                                            | Koning Pepijn van Italië (777-810)                                           | ?                                                                            | ?                                                                            | ?                                                                            | Keizer Lodewijk de Vrome (778-840) ∞ Judith van Beieren (805-843)            | Hertog Widukind (743-807) ∞ Geva van Vestfold                                | ?                                                                            | ?                                                                            | ?                                                                            | ?                                                                            | ?                                                                            | ?                                                                            | ?                                                                            |
| Grootouders     | Graaf Bruno van Saksen (~770-) ∞ Auda (~780-)                                | Graaf Bruno van Saksen (~770-) ∞ Auda (~780-)                                | princeps van Billung (-) ∞ Aida van Italië (789-)                            | princeps van Billung (-) ∞ Aida van Italië (789-)                            | Markgraaf Poppo I van Grabfeld (790-) ∞ Williswind (780–)                    | Markgraaf Poppo I van Grabfeld (790-) ∞ Williswind (780–)                    | Eberhard van Friuli (-) ∞ Gisela (821-874)                                   | Eberhard van Friuli (-) ∞ Gisela (821-874)                                   | Hertog Wigbert Saksen (799-827) ∞ ()                                         | Hertog Wigbert Saksen (799-827) ∞ ()                                         | ?                                                                            | ?                                                                            | Koning Harald Klak (785-852) ∞ ()                                            | Koning Harald Klak (785-852) ∞ ()                                            | ?                                                                            | ?                                                                            |
| Overgrootouders | Hertog Liudolf van Saksen (806-866) ∞ Oda van Billung (806-913)              | Hertog Liudolf van Saksen (806-866) ∞ Oda van Billung (806-913)              | Hertog Liudolf van Saksen (806-866) ∞ Oda van Billung (806-913)              | Hertog Liudolf van Saksen (806-866) ∞ Oda van Billung (806-913)              | Hertog Hendrik van Babenberg (820-886) ∞ Ingeltrude van Friuli (836-867)     | Hertog Hendrik van Babenberg (820-886) ∞ Ingeltrude van Friuli (836-867)     | Hertog Hendrik van Babenberg (820-886) ∞ Ingeltrude van Friuli (836-867)     | Hertog Hendrik van Babenberg (820-886) ∞ Ingeltrude van Friuli (836-867)     | ? (-) ∞ ?                                                                    | ? (-) ∞ ?                                                                    | ? (-) ∞ ?                                                                    | ? (-) ∞ ?                                                                    | ? Godfred Haraldson ∞ ?                                                      | ? Godfred Haraldson ∞ ?                                                      | ? Godfred Haraldson ∞ ?                                                      | ? Godfred Haraldson ∞ ?                                                      |
| Grootouders     | Hertog Otto I van Saksen (850–912) ∞ Hedwig van Babenberg (956-1003)         | Hertog Otto I van Saksen (850–912) ∞ Hedwig van Babenberg (956-1003)         | Hertog Otto I van Saksen (850–912) ∞ Hedwig van Babenberg (956-1003)         | Hertog Otto I van Saksen (850–912) ∞ Hedwig van Babenberg (956-1003)         | Hertog Otto I van Saksen (850–912) ∞ Hedwig van Babenberg (956-1003)         | Hertog Otto I van Saksen (850–912) ∞ Hedwig van Babenberg (956-1003)         | Hertog Otto I van Saksen (850–912) ∞ Hedwig van Babenberg (956-1003)         | Hertog Otto I van Saksen (850–912) ∞ Hedwig van Babenberg (956-1003)         | Graaf Diederik (West-Saksen) (-) ∞ ca. 890 Reginhilde (~870-)                | Graaf Diederik (West-Saksen) (-) ∞ ca. 890 Reginhilde (~870-)                | Graaf Diederik (West-Saksen) (-) ∞ ca. 890 Reginhilde (~870-)                | Graaf Diederik (West-Saksen) (-) ∞ ca. 890 Reginhilde (~870-)                | Graaf Diederik (West-Saksen) (-) ∞ ca. 890 Reginhilde (~870-)                | Graaf Diederik (West-Saksen) (-) ∞ ca. 890 Reginhilde (~870-)                | Graaf Diederik (West-Saksen) (-) ∞ ca. 890 Reginhilde (~870-)                | Graaf Diederik (West-Saksen) (-) ∞ ca. 890 Reginhilde (~870-)                |
| Ouders          | Koning Hendrik de Vogelaar (876-936) ∞ 909 Mathilde van Ringelheim (895-968) | Koning Hendrik de Vogelaar (876-936) ∞ 909 Mathilde van Ringelheim (895-968) | Koning Hendrik de Vogelaar (876-936) ∞ 909 Mathilde van Ringelheim (895-968) | Koning Hendrik de Vogelaar (876-936) ∞ 909 Mathilde van Ringelheim (895-968) | Koning Hendrik de Vogelaar (876-936) ∞ 909 Mathilde van Ringelheim (895-968) | Koning Hendrik de Vogelaar (876-936) ∞ 909 Mathilde van Ringelheim (895-968) | Koning Hendrik de Vogelaar (876-936) ∞ 909 Mathilde van Ringelheim (895-968) | Koning Hendrik de Vogelaar (876-936) ∞ 909 Mathilde van Ringelheim (895-968) | Koning Hendrik de Vogelaar (876-936) ∞ 909 Mathilde van Ringelheim (895-968) | Koning Hendrik de Vogelaar (876-936) ∞ 909 Mathilde van Ringelheim (895-968) | Koning Hendrik de Vogelaar (876-936) ∞ 909 Mathilde van Ringelheim (895-968) | Koning Hendrik de Vogelaar (876-936) ∞ 909 Mathilde van Ringelheim (895-968) | Koning Hendrik de Vogelaar (876-936) ∞ 909 Mathilde van Ringelheim (895-968) | Koning Hendrik de Vogelaar (876-936) ∞ 909 Mathilde van Ringelheim (895-968) | Koning Hendrik de Vogelaar (876-936) ∞ 909 Mathilde van Ringelheim (895-968) | Koning Hendrik de Vogelaar (876-936) ∞ 909 Mathilde van Ringelheim (895-968) |